# Campeonato de fútbol de Montserrat
El Montserrat Championship es la liga de fútbol de mayor nivel en Montserrat, aunque entre 2005 y 2015 no se jugó, parcialmente debido a la erupción de la Soufrière Hills en 1997.  
Debido a las condiciones del territorio, todos los partidos se jugaban en el Estadio Blakes Estate con capacidad para 1000 espectadores.
El campeón no participa en el Campeonato de Clubes de la CFU ni en la Liga de Campeones de la Concacaf desde la temporada 2018.
Después de la Temporada 2018 la liga ha estado inactiva hasta la actualidad.

## Equipos en 2018
| Equipo                                 | Ciudad     | Estadio               |
| -------------------------------------- | ---------- | --------------------- |
| Elberton FC                            | Elberton   | Estadio Blakes Estate |
| Ideal Boys                             | Brades     | Estadio Blakes Estate |
| Ideal SC                               | Brades     | Estadio Blakes Estate |
| Jolly Roger FC                         | Brades     | Estadio Blakes Estate |
| Little Bay FC                          | Little Bay | Estadio Blakes Estate |
| Montserrat Secondary School FC         | Woodlands  | Estadio Blakes Estate |
| Montserrat Volcano Observatory Tremors | Salem      | Estadio Blakes Estate |
| Royal Montserrat Police Force          | Lookout    | Estadio Blakes Estate |
| Salem FC                               | Salem      | Estadio Blakes Estate |
| Seven Day Adventists Trendsetters      | Lookout    | Estadio Blakes Estate |
| FC Saint John's                        | St. Johns  | Estadio Blakes Estate |

## Ediciones anteriores
| Temporada | Campeón            |
| --------- | ------------------ |
| 1974      | Police             |
| 1975      | Bata Falcons       |
| 1976-1995 | Desconocidos       |
| 1995-96   | Royal Montserrat   |
| 1996-1997 | Cancelado          |
| 1998-1999 | No se jugó         |
| 2000      | Royal Montserrat   |
| 2001      | Royal Montserrat   |
| 2002-03   | Royal Montserrat   |
| 2004      | Ideal SC           |
| 2005-2015 | No hubo campeonato |
| 2016      | Royal Montserrat   |
| 2017      | Desconocido        |
| 2018      | ?                  |

## Palmarés
| Club             | Títulos | Años campeón                             |
| ---------------- | ------- | ---------------------------------------- |
| Royal Montserrat | 6       | 1974, 1995-96, 2000, 2001, 2002-03, 2016 |
| Bata Falcons     | 1       | 1975                                     |
| Ideal SC         | 1       | 2004                                     |

## Últimos Goleadores
| Temporada | Jugador        | Club                             | Goles |
| 2001      | Ottley Laborde | Royal Montserrat Police Force FC | 21    |
| 2002/03   | Ottley Laborde | Royal Montserrat Police Force FC | 8     |